# Ti sembra normale?
Ti sembra normale? è stato un game show andato in onda il sabato pomeriggio su Rai 2 dal 15 ottobre 2022 al 25 febbraio 2023, basato sul format statunitense Are you normal?.
Il programma, che va in onda una volta a settimana inizialmente alle 14 e poi, dal 7 gennaio 2023, alle 15:35, prevede una coppia di concorrenti che deve rispondere a delle domande generaliste relative ai comportamenti e tendenze abituali degli italiani. Le domande e relative risposte vengono prodotte attraverso dei sondaggi demoscopici con risposta anonimi realizzati apposta per il programma su di un campionario di 1000 persone.
In ogni puntata è presente un panel di otto persone e la sondaggista Alessandra Ghisleri, direttrice di Euromedia Research, che dirà curiosità statistiche relative alle domande proposte.

## Meccanica
Nel corso del gioco, la coppia di concorrenti deve rispondere a delle domande basate su interviste rilasciate dagli italiani e ad altre che riguardano il panel in studio attraverso tre manches per provare a vincere un montepremi di 40.000 euro in gettoni d'oro.

### Prima manche: La scalata
In questa manche, la coppia di concorrenti deve rispondere ad un totale di dieci domande per poter accumulare fino a un massimo di 40.000 euro.
Le domande si dividono in due categorie:
- domanda intervista: in cui i concorrenti devono indovinare se quel determinato comportamento è "normale" o "non normale" azionando una leva;
- Chi ti sembra?: in cui i concorrenti devono indovinare la persona delle otto del panel che secondo loro ha commesso una determinata azione attinente alla domanda.

Per ogni domanda intervista indovinata, per un totale di sei, la coppia aggiunge 3.000 euro al proprio montepremi, mentre per ogni Chi ti sembra? indovinato la coppia guadagna 5.000 euro nelle prime tre domande e 7.000 euro nella quarta domanda.

### Seconda manche: La classifica di normalità
In questa manche, la coppia per difendere il proprio montepremi deve mettere in ordine cinque azioni, curiosità o comportamenti dalla più normale alla meno normale attinenti un determinato quesito. Ad ogni errore, il montepremi accumulato verrà dimezzato e la coppia per mettere in ordine la classifica ha un massimo di quattro tentativi.

### Terza manche: Il sondaggione
In questa manche finale, la coppia per poter vincere il montepremi accumulato deve indovinare la percentuale di italiani che ritengono quella azione, comportamento o curiosità, normale.
Per rispondere la coppia deve indovinare la giusta fascia percentuale tra dieci opzioni di risposta:
- 0% -10%
- 11%-20%
- 21%-30%
- 31%-40%
- 41%-50%
- 51%-60%
- 61%-70%
- 71%-80%
- 81%-90%
- 91%-100%

Una volta formulata la domanda, la coppia può provare a rispondere indovinando direttamente la fascia percentuale corretta, oppure, giocare per la metà del montepremi accumulato e scegliere una di cinque opzioni di risposta tra le possibili.
Se la coppia indovinerà la fascia percentuale corretta vincerà il montepremi, altrimenti, non vincerà nulla.

## Edizioni
| Edizione | Anno      | Conduzione      | Periodo         | Periodo          | Puntate | Studio                    |
| Edizione | Anno      | Conduzione      | Inizio          | Fine             | Puntate | Studio                    |
| -------- | --------- | --------------- | --------------- | ---------------- | ------- | ------------------------- |
| 1ª       | 2022-2023 | Pierluigi Pardo | 15 ottobre 2022 | 25 febbraio 2023 | 18      | TV1, Centro RAI di Napoli |

## Spin-off

### Ti sembra Mondiale?
Andato in onda su Rai 2 dal 3 al 17 dicembre 2022 per tre puntate speciali del programma dedicate ai Mondiali di calcio 2022.

### Ti sembra Natale?
Andato in onda su Rai 2 il 24 dicembre 2022 e il 2 gennaio 2023 per due puntate speciali del programma dedicate al Natale.